# Prieuré Notre-Dame de Laramière
Le prieuré Notre-Dame de Laramière et son église Saint-Georges est un monument historique situé à Laramière dans le département français du Lot (Occitanie).

## Historique
Un des chemins du pèlerinage de Saint-Jacques-de-Compostelle passe par La Ramière. Une commanderie est construite au XIe siècle pour accueillir les pèlerins près de la perte du ruisseau de Raussel qui alimente un important réseau karstique.
Mais après la découverte des reliques de saint Amadour, le chemin de pèlerinage s'est déplacé pour passer par Rocamadour.
En 1145, le moine Bertrand de Civray, originaire de Civray, dans le Poitou (connu également sous le nom de Bertrand de Griffeuilles, ou Griffeuil), fonda dans le lieu désertique nommé Rameria, sur les terres cédées par Hugues de la Roche, seigneur de Malleville, un prieuré placé sous l’invocation de Notre-Dame. En 1155, Bertrand de Griffeuille fonda un second prieuré à Espagnac-Sainte-Eulalie, sur les terres concédées par le vicomte de Calvignac. 
Avant sa mort, probablement en 1169, Bertrand de Griffeuilles, souhaitant vivre en ermite dans un lieu écarté et sauvage, l'oratoire d'Estorrotz qu'il avait construit probablement dans le Cantal, donna l’ensemble de ses fondations aux chanoines augustins de l’abbaye Notre-Dame de La Couronne près d'Angoulême. Les bâtiments construits par Bertrand de Griffeules étant trop petits, un nouveau monastère est construit au milieu du XIIIe siècle. En 1244, Louis IX et sa mère Blanche de Castille sont passés au prieuré. À cette époque, l'établissement est prospère, bénéficiant des rentes du couvent des religieuses de Saint-Augustin de Villefranche-de-Rouergue, ainsi que des ressources provenant d’un grand nombre de propriétés, terres, maisons et moulins, à Najac et à Toulongergues.
La guerre de Cent Ans va porter un coup sévère au prieuré. En 1347, les troupes anglaises occupèrent le site et le dépouillèrent de ses biens. Les Anglais sont chassés du prieuré en 1368, sur ordre du roi Charles V. Entre 1381 et 1385, les routiers de Puylagarde commandés par Ratier de Belfort, seigneur de Belfort-du-Quercy, pillèrent le prieuré. 
À la fin de la guerre de Cent Ans, l'évêque de Cahors Jean de Castelnau-Calmont, prit la direction du prieuré en 1452 et y décéda. Il insuffla le renouveau du monastère.
Cette prospérité va s'arrêter en 1588 avec l'occupation du prieuré par les Protestants qui en sont chassés en 1589 par le sénéchal de Rouergue, Antoine de Bournazel. Le monastère est ruiné et les chanoines le délaissent peu après.
L’abbaye-mère de la Couronne ayant aussi souffert des guerres de Religion, elle fut affiliée à la Compagnie de Jésus. Le prieuré de Laramière releva alors du Noviciat de Toulouse des Jésuites à partir de 1661,et ce jusqu'à leur départ en 1762. Le prieuré en fut transformé.
En 1793, le prieuré est vendu comme bien national au citoyen Joseph Alexandre Bergeron, baron et conseiller d’État sous l’Empire. Sa fille a épousé Pierre Antoine Dupond de l’Étang, ministre de la Guerre en 1814, sous Louis XVIII. 
En 1846, ses héritiers vendirent les bâtiments en quatre lots. L’aile orientale du prieuré est achetée par la mairie de Laramière pour la convertir en presbytère. L’aile sud fut transformée en granges appartenant à quatre propriétaires différents. 
À partir des années 1960, le presbytère est déserté et le prieuré abandonné. Il est acheté par Monsieur et Madame Touvet en 1974. Il est restauré et de nouveau habité par les propriétaires successifs. Un chemin de Saint-Jacques-de-Compostelle passe de nouveau par Laramière à partir de 2004.
L'ancien prieuré a été inscrit au titre des monuments historiques le 18 mai 1925 et les façades et les toitures sont inscrites le 30 décembre 1952,.
Église Saint-Georges de Laramière. L'édifice est référencé dans la base Mérimée et à l'Inventaire général Région Occitanie.